# Nærumbanen
Nærumbanen – eller Jægersborg-Nærum Jernbane – er en lokalbane, oprindeligt mellem Lyngby og Vedbæk, nu mellem Jægersborg og Nærum. Banen løber gennem naturskønne områder ved Mølleåen. I myldretiderne kører toget hvert 10. minut, og de fleste andre tider kører det hvert 20. minut.

## Historie

### Lyngby-Vedbæk
Lyngby-Vedbæk Jernbane (LVJ) blev anlagt i 1899-1900 med hjemmel i den store jernbanelov fra 1894. Banen blev åbnet 25. august 1900. Den var anlagt for at betjene Mølleådalens industrier, men blev efterhånden en ren personbane. På grund af dårlig økonomi blev trafikken indskrænket allerede i 1917. Selvom banen havde tilslutning til statsbanestationer både i Lyngby og Vedbæk, foretrak de fleste den korteste vej til København via Lyngby. Og trafik med badegæster til Vedbæk blev heller ikke den store succes. Så persontrafikken på strækningen Nærum-Vedbæk blev indstillet 1. marts 1921. Godstrafikken fortsatte indtil foråret 1923, hvorefter skinnerne blev taget op. 

#### Standsningssteder tidligere
- Lyngby station i km 0,0 – forbindelse med Nordbanen.
- Præstevangen trinbræt 1926-36.
- Lyngby lokalstation i km 1,4 fra ca. 1932.
- Smedebakken holdeplads i km 1,7. Flyttet til Lyngby lokalstation ca. 1932.
- Sorgenfri trinbræt fra 1926. Senere Slotsparken trinbræt, da der kom en S-togsstation ved navn Sorgenfri. Nedlagt maj 1955.
- Fuglevad holdeplads i km 2,8.
- Borrebakken trinbræt fra 1926.
- Brede holdeplads i km 3,9.
- Ørholm holdeplads i km 4,9.
- Lundtofte trinbræt fra 1926.
- Ravneholm holdeplads i km 6,1. Lå nord for Mølleåen og var altså ikke identisk med den nuværende Ravnholm station. Nedlagt i 1920'erne, genåbnet i 1930'erne som Mølleå trinbræt.
- Egevang trinbræt fra 1926.
- Nærum station i km 7,9.
- Rundforbi holdeplads i km 8,8 fra 1904.
- Frydenlund holdeplads i km 10,3.
- Vedbæk station i km 12,1 – forbindelse med Kystbanen.

### Jægersborg-Nærum
Ved elektrificeringen af strækningen Hellerup–Holte oprettedes nye S-togs stationer, bl.a. Jægersborg. Hermed opstod muligheden for at rette Nærumbanen ud. På den første kilometer forlod banen Lyngby Station mod sydøst og gik ind i en lang skarp kurve med tre vejoverskæringer i niveau indtil den havde kurs mod nordvest og nåede Kanalbroen over Fæstningskanalen. Denne kilometer blev nedlagt og erstattet af en 1,4 km lang og mere direkte strækning fra Jægersborg til Kanalbroen. Selvom Nærumbanen herved blev 0,4 km længere, blev rejselængden til København 1,1 km kortere, fordi der er 1,5 km mellem Lyngby og Jægersborg stationer. Omlægningen fandt sted 15. maj 1936.
I begyndelsen af maj 1950 kom en mindre omlægning af tracéet i forbindelse med broen over den nye Klampenborgvej. Hermed forsvandt broen over Fæstningskanalen, som for længst var udtørret, og der er ikke i dag synlige rester af Kanalbroen og det gamle tracé umiddelbart vest for det nuværende.
Ved anlægget af Hørsholmvejen – den nuværende Helsingørmotorvej – valgte man at undgå krydsning med Nærumbanen ved at nedlægge strækningen øst for vejen og opføre en ny endestation vest for vejen, hvilket afkortede banen med 0,5 km netto. Den nye Nærum Station blev indviet 3. oktober 1954.
I 2002 blev Nærumbanen en del af det nyoprettede selskab Lokalbanen A/S, der 1. juli 2015 indgik i Lokaltog.

## Standsningssteder i dag
- Jægersborg Station i km 0,0 – forbindelse med S-togsnettets Nordbane.
- Nørgaardsvej Station i km 1,2 – betjenes i myldretiderne kun af hvert andet tog.
- Lyngby Lokal Station i km 1,8.
- Fuglevad Station i km 3,2.
- Brede Station i km 4,3.
- Ørholm Station i km 5,3.
- Ravnholm Station i km 6,1.
- Nærum Station i km 7,8 – forbindelse med linje 15E, 40E, 150S og 300S.

## Materiel
Materiellet var oprindelig damptog, fra 1920'erne Triangelmotorvogne, senere Scania skinnebusser og Y-tog, som i daglig tale blev kaldt "Grisen" pga. togfløjten, der kunne høres gennem den fugtige ådal.
Alle togene er i dag af typen RegioSprinter fra Siemens-Duewag. Nærumbanen er den eneste i Danmark, der benytter denne type, som desuden kører på to baner i Tyskland og er forløberen for Desiro-togene. Det oprindelige design var lyseblå overdel og mørkeblå under vinduerne med en rød streg som adskillelse. Efter at være blevet overtaget af Lokalbanen blev de efter nogle år ommalet i lysegrå med den nederste del mørkegrå og med gule førerrum.
Tekniske specifikationer, RegioSprinter:
- Leveret: 1999, 2002
- Længde: 24,8 m
- Siddepladser: 67
- Topfart: 120 km/t
- Maksimum tilladte hastighed: 75 km/t
- Antal leveret: 5, heraf en udrangeret efter uheld

- Triangelmotorvogn
- Skinnebus, populært kaldet Sølvgrisen.
- Y-tog i Nærum i 1970.
- RegioSprinter i gammelt design i 2008.
- Regiosprinter i det ny design i 2014.

## Strækninger hvor nedlagt banetracé er bevaret
Nærum-Vedbæk var en af de første jernbanestrækninger, der blev nedlagt i Danmark. Så meget mere bemærkelsesværdigt er det, at Søllerød sognekommune greb muligheden for at erhverve arealerne, så man på "Grisestien" kan vandre og cykle på banetracéet det meste af vejen.
I Lyngby er en lille stump af tracéet mellem stationen og Kanalbroen bevaret som asfaltsti.
- Peter Rørdams Vej i Lyngby
- Stien krydser Birkholmsvej i Lyngby
- P-pladsen overfor Nærum Hovedgade 93
- Concordiavej/Alfred Christensens Vej
- Her ved Egebækvej lå Rundforbi Holdeplads
- Frydenlund Holdeplads her ved Frydenlundsvej
- Grisestiens udmunding i Kystbanetracéet